# مشهدی علی‌شاه چمثقالی
مشهدی علی‌شاه چّمثقالی (زاده ؟ - درگذشته اسفند ۱۳۱۲ چمثقال صومعه‌سرا)، یکی از سران جنبش جنگل و از اعضای هیئت اتحاد اسلام بود.

## نقش مشهدی علی‌شاه در جنبش جنگل
ابراهیم فخرایی از او به عنوان یکی از اولین افراد تشکیل دهنده نهضت جنگل نام می‌برد.
او یکی از اعضای مؤثر در ترکیب بیست و هفت نفره هیئت اتحاد اسلام به شمار می‌رود که به عنوان رئیس کمیسیون جنگ که در کسما تشکیل شده بود، به امور جنگی رسیدگی می‌کرد.
یکی از مهم‌ترین اقدامات وی را می‌توان سرکوبی حاجی اسماعیل سرابی دانست که همواره نهضت جنگل را مورد تهدید قرار می‌داد. در منابع دوره نهضت جنگل به استثنای ابراهیم فخرایی، دیگران از وی به نام علی‌شاه قزاق تهرانی یاد کرده‌اند.

## نایب‌الحکومه شفت
مشهدی علی‌شاه چمثقالی مدتی به‌عنوان نایب‌الحکومه شفت (شهری از توابع بخش بخش مرکزی شهرستان شفت در استان گیلان) برگزیده شد.